# Santuario di San Camillo de Lellis (Bucchianico)
La chiesa santuario di San Camillo de Lellis è una chiesa che si erge a Bucchianico, paese abruzzese dell'entroterra della provincia di Chieti.
È uno dei luoghi religiosi più visitati della regione, in quanto vi sono conservate alcune reliquie di san Camillo de Lellis. Il santo, patrono universale insieme a san Giovanni di Dio dei malati, degli ospedali e degli infermieri, è nativo di Bucchianico ed è il fondatore dell'Ordine dei chierici regolari ministri degli infermi ed è anche il patrono d'Abruzzo assieme a san Gabriele dell'Addolorata.

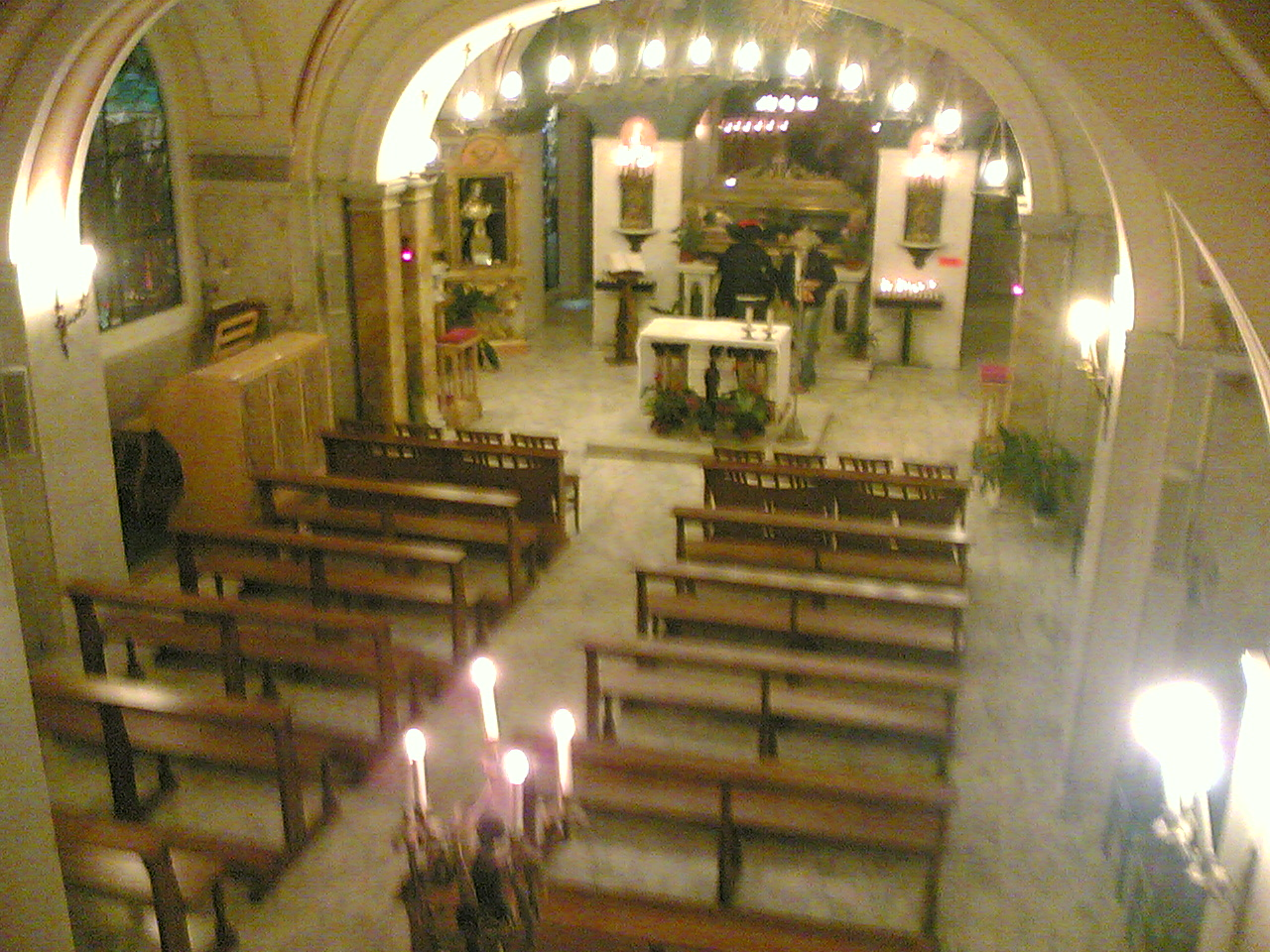
La cripta

## Storia
Il convento e la chiesa si trovano nel centro storico, furono eretti nel XVII secolo sopra un palazzo ceduto a San Camillo dal marchese Marino Caracciolo, principe di San Buono in Abruzzo Citeriore, e feudatario di Bucchianico Durante l'abbattimento avvenne un miracolo del santo, che preservò da un crollo un lavoratore, un affresco nella sagrestia del santuario ricorda tale avvenimento. Il santuario fu terminato nel 1690, come riporta la "legenda" del chiostro del convento, dove si trovano affreschi con scene di vita di San Camillo

## Architettura

### Esterno
La chiesa si trova prospiciente Piazza San Camillo de Lellis, e posta dinanzi al fianco della chiesa di San Francesco sulla strada che taglia in due il centro storico bucchianichese, il corso Pierantoni. La facciata è collegata al palazzo dove nacque San Camillo. Ha aspetto settecentesco molto composto e regolare, scandito verticalmente da due coppie di paraste attorno al portale principale, le paraste terminano a capitello corinzio, lo spazio centrale  della trabeazione è ornato da festoni vegetali, che si arrampicano sui capitelli, al di sopra vi è l'iscrizione CONCIVI DIVO CAMILLO A.D. MCMXXI. La terminazione della facciata è ad architrave triangolare, con al centro del timpano lo stemma dell'ordine dei Camilliani; al centro della facciata si trova una grande nicchia con la statua del santo. L'impianto della chiesa è rettangolare, sul retro sorge il campanile di tradizione napoletana, a pianta quadrata, in laterizio, con decorazioni a paraste angolari e una cuspide cipollina.

### Interno
L'interno a navata unica, molto piccolo ma particolarmente elaborato: la volta è a botte con pennacchi e ricchissimo corredo di stucchi policromi, dove prevale la tonalità del verde acqua, entro i cui riquadri delle cornici vi sono gli stemmi dell'ordine Camilliano, in particolar modo la croce rossa; sulla controfacciata si trova la cantoria con l'organo a canne; lateralmente vi sono due altari per lato, sulla destra c'è la riproduzione della Santa Croce e dell'icona miracolosa camilliana della Madonna della Salite, ispirata a quella della Maddalena a Roma, mentre sulla sinistra si trova l'altare con alcune reliquie di San Camillo, tra cui frammenti del cuore.
Di particolar pregio è l'altare maggiore, a tabernacolo ligneo monumentale, diviso in tre scomparti, dei quali quello maggiore è incassato tra colonne tortili di modello berniniano per il baldacchino di San Pietro, con possente architrave ornamentale. Esso è suddiviso in tre pale, delle quali la centrale raffigurante San Camillo in trionfo benedicente. Una quarta piccola pala superiore mostra San Camillo nelle vesti di vescovo che piange la deposizione di Cristo.
Affreschi del 1690 decorano l'interno, in particolare la sacrestia, con rappresentazioni della vita del Santo. Gli affreschi sono suddivisi in questo ciclo:
- Madonna della Salute
- San Filippo Neri
- Storie della vita di San Camillo'

Cripta
La cripta è il sacello dedicato a San Camillo, occupa tutta la parte inferiore della chiesa superiore, vi si accede dai due lati della controfacciata, mediante due scalinate laterali che vanno a concludersi centralmente, prima di accedere al pavimento. La navata è unica, decorata con volte a crociera a intonaco, dipinto sempre con elementi che rimandano all'Ordine Camilliano, lateralmente si aprono delle piccole nicchie con delle vetrate istoriate che ricordano dei miracoli del santo, opera degli anni '50. Il presbiterio è preceduto da un arco trionfale schiacciato, adornato di lampade dorate accese, vi si trova un piccolo altare di colonnine con al centro una statua della Madonna dorata; altre due piccole nicchiette laterali mostrano delle vetrate istoriate, e due sorte di "reliquiari" dell'ordine, sulla sinistra si trovano cimeli dell'ordine Camilliano e del suo operato nel mondo, con un album fotografico delle missioni nei vari continenti del Pianeta, mentre sulla destra si trova un piccolo sacello ad altare, realizzato ad ispirazione del quattrocentesco Sancta Sactorum del palazzo Laterano di San Giovanni in Laterano a Roma, con la raffigurazione negli archetti dei 12 Apostoli. Vi si trovano varie testimonianze e cimeli, oltre ad album fotografici dei "miracolati" dall'intercessione di San Camillo; vi si trovano soprattutto sciarpe e caschi di motociclisti incidentati, sul punto di morire, e salvati in extremis. Il "sancta sanctorum" bucchianichese di questo santuario sta nella grande teca centrale, dentro una muratura a tre archi, dei quali quello centrale è più grande, dove si trova il sarcofago con teca di vetro del corpo mummificato di San Camillo de Lellis, con il volto ricostruito in cera. La parete superiore di questo muro è interamente mosaicata, con un cielo stellato e schiere di angeli che vengono a rendere omaggio al santo defunto.
Oltre a teca sepolcrale, si trova un'abside a tre nicchie, delle quali la centrale è più grande, con una tela settecentesca di San Camillo in estasi davanti al Crocifisso, mentre lo sorregge per deporre Gesù dalla croce; lateralmente su sfondo a mosaico si trovano "San Camillo tra un vescovo e San Francesco", e "San Camillo e il Battista" in adorazione della Madonna col Bambino", posta al centro.
La cripta moderna è del 1958 e conserva la reliquia del cuore del santo (il corpo è tumulato a Roma) con accanto la Fiaccola della carità ivi posta nel 1960 e benedetta da Giovanni XXIII. Il sepolcro contiene soltanto il corpo mummificato del santo.

### Affresco della Madonna degli Infermi
Si trova sulla seconda nicchia a destra della navata unica, si presume fosse stato realizzato nel 1690 ispirandosi all'affresco della Maddalena a Roma; l'autore è ignoto, ma l'opera venne commissionata al padre Tommaso Calcullo, Superiore di Bucchianico, dove visse dal 5 maggio 1687 al 20 marzo 1691, quando poi venne nominato Provinciale di Napoli. L'immagine camilliana di Roma era ben nota nel Regno di Napoli, varie copie furono fatte realizzate dal Padre Simonio, sicché a Milano, sino a Madrid, dal 1639 e definitivamente nel 1708 si ebbe il culto dell'immagine di Nostra Signora della Sanità.
Per l'immagine di Bucchianico, negli atti dell'archivio dei Camilliani di Bucchianico, il priore Gennaro annota la presenza di un quadro della Madonna delle Grazie con la cornice d'oro, un quadro di San Sebastiano e un piccolo quadro della Maddalena. Una lettera del 26 novembre 1629 scritta al Superiore Padre La Cava di Bucchianico, si parla di un'immagine della Madonna Pellegrina; probabilmente si tratterebbe dell'icona della Madonna degli Infermi, la Vergine in primo piano che abbraccia il bambino molto più piccolo, con lo stemma dell'Ordine dei Camillaini.

### Palazzo De Lellis - Casa natale
Il palazzo De Lellis è una composta struttura rettangolare a due piani. Per onorare il santo sono state costruite la cappellina di San Camillo (XVII secolo, terminata nel 1712) e  il museo del Capitano Giovanni de Lellis.
Il palazzo funge di accesso al chiostro centrale, molto piccolo, con un porticato di archi a tutto sesto, un pozzo centrale con l'acqua ritenuta miracolosa, e presso le mura una serie di tele ottocentesche che rievocano le scene di vita più interessanti di San Camillo, miste ai miracoli. Il palazzo, accessibile anche dalla cripta, oltre che dal piazzale fuori il santuario, ai piani superiori ospita una parte della congregazione di San Camillo di Bucchianico, nella parte accessibile dalla cripta del santuario, vi si trovano importanti reperti storici appartenuti al santo, oppure riguardanti la sua vita, la sua missione dell'ordine.
In tutto sono 4 sale, queste sono provviste di pannelli illustrativi che raccontano la storia della Chiesa Cattolica nella prima metà del Seicento, e di come San Camillo de Lellis riuscì ad introdurvisi a Roma, fondando l'ordine della Croce Rossa:
- Sala della tomba del Venerabile Nicola d'Onofrio (1943-1964), fervido camilliano abruzzese di Villamagna, morto prematuramente per un tumore al polmone.
- Sala dei cimeli: scarpa originale di San Camillo; copia originale della Vita di San Camillo de Lellis di Padre Sanzio Cicatelli, 1625; copia dell'atto firmato da San Camillo per l'istituzione a Bucchianico della Congrega dei Camilliani; varie litografie e xilografie di San Camillo de Lellis, raccolte e conservate nella sala
- Sala dei reliquiari: reliquiari dorati dei beati camilliani: Monsignor Domenico Bruno Barbarini, Errico Rebuschini, Giuseppina Vannini, Luigi Tezza.
- Sala della "vita di San Camillo": conserva cimeli appartenuti al santo, e riguardanti strettamente San Camillo, come l'originario sepolcro che ospitò le spoglie per 250 anni prima della nuova traslazione nel santuario, gli strumenti da chirurgo usati da San Camillo nelle sue opere di benficienza; Atti del processo canonico di beatificazione di San Camillo del 1681, copia originale, copia della Pratica per visitare gli infermi di Padre Iacovo Mancini, camilliano, stampata a Venezia nel 1669, una copia originale del Trattato del governo della peste e delle maniere di guardarsene di Ludovico Antonio Muratori, Modena 1714; il Ricettario per le malattie di Alessio Piemontese, Venezia, 1713.

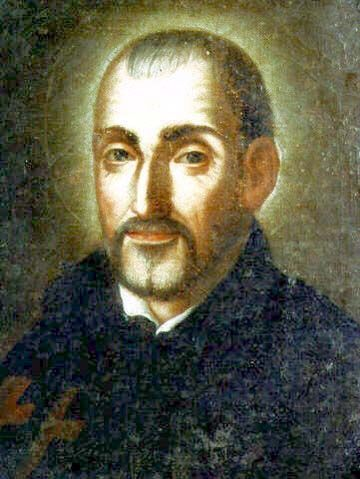
Uno dei famosi ritratti di San Camillo, del XVII secolo, conservato nel museo del palazzo De Lellis

- Salone maggiore: un piccolo vestibolo introduce alla sala, qui vi sono vari cimeli delle missioni camilliane in Africa e in Asia, soprattutto bambole e gingilli della tradizione africana. Il salone è decorato con un grosso bassorilievo in pietra calcarea, addossato al muro, ritraente San Camillo nell'atto di offrire le cure alle gambe di un altolocato, Camillo è ripreso come il Cristo nella lavanda dei piedi; attorno vi sono varie anfore, olpi, brocche in maiolica abruzzese, probabilmente di Rapino, alcuni cimeli storici, altri di recente fattura, rifacendosi però alla tradizione locale; alcune opere sono di grande rilievo artistico, altre sono omaggi all'Ordine Camilliano, al comune di Bucchianico, e alla Regione Abruzzo. Si conserva a una parete uno dei ritratti più famosi di San Camillo, poi altre copie originali di trattati di medicina: Annali dei religiosi dei Chierici Regolari Ministri degli Infermi, di padre Cosma Lenzi, Napoli 1641, la lettera autografa di San Camillo ai padri fratelli della confraternita a Palermo, del 14 maggio 1604, sempre una lettera di San Camillo alla municipalità di Bucchianico, datata 1606, il calco in gesso originale effettuato sul volto di San Camillo una volta morto, donato dalla basilica della Maddalena di Roma, un Compendiario della vita di San Camillo sotto forma di cantico, dettato da Giuliano Leonardo Basile, stampato a Napoli nel 1748, la Vita di San Camillo del padre Sanzio Cicatelli, stampata a Viterbo nel 1615, la copia della "Regola costituzionale dei Chierici Regolari Ministri degli Infermi", stampata a Roma nel 1754.